# Реча (Њамц)
Реча (рум. Recea) насеље је у Румунији у округу Њамц у општини Јон Креанга. Oпштина се налази на надморској висини од 208 m.

## Становништво
Према подацима из 2002. године у насељу је живело 753 становника, од којих су сви румунске националности.